# LaShawn Merritt
LaShawn Merritt (* 27. Juni 1986 in Portsmouth, Virginia) ist ein US-amerikanischer Leichtathlet. Der 400-Meter-Läufer wurde dreimal Olympiasieger und siebenmal Weltmeister. Er wurde im Jahr 2010 eines Dopingvergehens überführt.

## Leben
Merritt war dreifacher Goldmedaillengewinner bei den Juniorenweltmeisterschaften 2004 in Grosseto. Im 400-Meter-Lauf siegte er in 45,25 s mit sieben Zehntelsekunden Vorsprung. Mit der 4-mal-100-Meter-Staffel hatte Merritt als Schlussläufer in 38,66 s sechs Zehntelsekunden Vorsprung auf die Staffel Jamaikas. Die 4-mal-400-Meter-Staffel siegte in 3:01,09 min mit knapp dreieinhalb Sekunden Vorsprung; Merritt lief hier als Zweiter, Schlussläufer war der Hürdenspezialist Kerron Clement. Beide Staffelzeiten waren neue Juniorenweltrekorde. 2005 verbesserte sich Merritt auf 44,66 s über 400 Meter und fuhr als Ersatzläufer für die Staffel mit zu den Weltmeisterschaften in Helsinki, wurde dort aber nicht eingesetzt.
Bei den Hallenweltmeisterschaften 2006 in Moskau gewann Merritt seinen ersten Titel im Erwachsenenbereich, als die amerikanische Staffel mit Tyree Washington, Milton Campbell, Merritt und Wallace Spearmon den Titel gewann. In der Freiluftsaison 2006 lief Merritt mit 31,31 s in Eugene auf der selten gelaufenen 300-Meter-Strecke die zweitschnellste Zeit nach Michael Johnsons 30,85 s aus dem Jahr 2000.

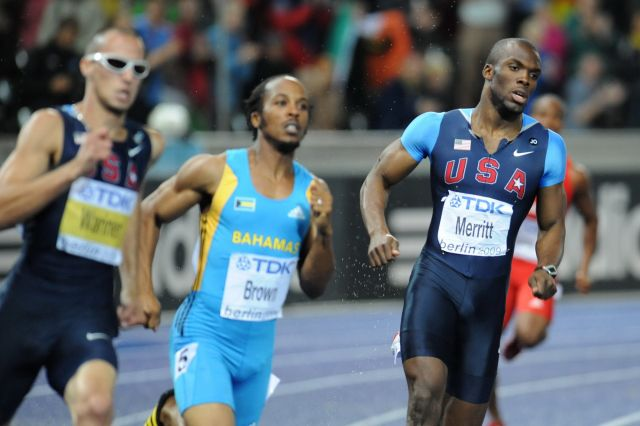
Merritt (rechts) bei den Weltmeisterschaften 2009

Bei den Weltmeisterschaften 2007 in Osaka belegte Merritt im 400-Meter-Lauf den zweiten Platz hinter Jeremy Wariner; in 43,96 s war Merritt in diesem Rennen der neunte Läufer in der Geschichte der Leichtathletik, der schneller als 44 Sekunden lief. Zudem gewann er mit der amerikanischen 4-mal-400-Meter-Staffel in 2:55,56 min den Titel. LaShawn Merritt, Angelo Taylor, Darrold Williamson und Jeremy Wariner hatten im Ziel über dreieinhalb Sekunden Vorsprung auf die bahamaische Staffel.
In der Saison 2008 konnte Merritt dreimal Jeremy Wariner besiegen, einmal beim ISTAF in Berlin, einmal bei den amerikanischen Olympiaausscheidungen und schließlich im Finale der Olympischen Spiele 2008 in Peking. Dort siegte er mit einer Laufzeit von 43,75 s und gewann somit seine erste olympische Goldmedaille. In der 4-mal-400-Meter-Staffel konnte er dann gemeinsam mit seinem Konkurrenten Jeremy Wariner überlegen seinen zweiten Olympiasieg erringen.
Bei den Weltmeisterschaften 2009 in Berlin wurde Merritt Doppelweltmeister. Zum einen schlug er wie ein Jahr zuvor in Peking seinen Landsmann Jermey Wariner im 400-Meter-Finale. Zudem gewann in der Besetzung Angelo Taylor, Jeremy Wariner und Kerron Clement das Staffelrennen über 4-mal 400 Meter.
Im April 2010 wurde bekannt, dass Merritt dreimal positiv auf das verbotene Prohormon Dehydroepiandrosteron getestet worden war. Er gab an, die Substanz mit einem im Handel erhältlichen Mittel zur Penisvergrößerung zu sich genommen zu haben, ohne das Kleingedruckte zu lesen. Merritt wurde für 21 Monate gesperrt.
Nach seiner Dopingsperre gewann er bei den Weltmeisterschaften 2011 in Daegu Silber über 400 Meter und Gold mit der amerikanischen 4-mal-400-Meter-Staffel. Bei den Olympischen Spielen 2012 in London musste er, als Topfavorit angetreten, im 400-Meter-Vorlauf verletzt aufgeben.
Nachdem er zu Saisonbeginn 2013 einige 200-Meter-Läufe bestritten hatte, bei denen er unter anderem Justin Gatlin besiegte, startete er am 18. Mai in Shanghai erstmals im Jahr über 400 Meter. Mit 44,60 s musste er sich dem Olympiasieger Kirani James geschlagen geben. Zwei Wochen darauf gewann er in Eugene mit 44,32 s sieben Hundertstelsekunden vor Konkurrent James. Bei den US-Meisterschaften in Des Moines konnte er sich mit einem ersten Platz für die Weltmeisterschaften qualifizieren. Am 6. Juli wurde er in Paris trotz neuer Saisonbestleistung von 44,09 s nur Zweiter hinter James. Bei den Weltmeisterschaften in Moskau gewann er mit neuer Weltjahres- und persönlicher Bestleistung von 43,74 s die Goldmedaille. Der Mitfavorit Kirani James wurde nach Magenbeschwerden überraschend nur Siebter und konnte so nicht das erwartete spannende Duell bieten. Auch bei der Weltklasse Zürich entschied er den Zweikampf in 44,13 s mit knapp zwei Zehntelsekunden Vorsprung für sich, nachdem er die Woche zuvor in Stockholm mit 44,69 s souervän Erster geworden war.
Bei den Weltmeisterschaften 2015 in Peking gewann er in persönlicher Bestzeit von 43,65 s hinter dem Südafrikaner Wayde van Niekerk die Silbermedaille über 400 Meter, sowie mit der Staffel die Goldmedaille.
2016 nahm er, nachdem er im April mit 19,78 s eine persönliche Bestleistung über 200 Meter aufgestellt hatte, bei den Olympic Trials neben seiner gewohnten Distanz auch die kürzere Strecke in Angriff, um sich für die Olympischen Spiele zu qualifizieren. Die Qualifikation gelang ihm für beide Strecken. Die 400 Meter gewann er in 43,97 s, über 200 Meter musste er nur Justin Gatlin den Vortritt lassen. In einem außergewöhnlich schnellen olympischen Finale über 400 Meter, in dem van Niekerk mit 43,03 s den Weltrekord von Michael Johnson aus dem Jahr 1999 brach, gewann er in 43,85 s hinter Kirani James die Bronzemedaille. Nur vier Tage später stand er im 200-Meter-Finale, das er ohne Probleme erreichte und in dem ihm als Weltjahresbesten auch Medaillenchancen eingeräumt wurden. Mit einer Zeit von 20,19 s blieb er hinter seinen Vorlaufzeiten zurück und wurde lediglich Sechster. Mit der 4-mal-400-Meter-Staffel gewann er wie schon 2008 die Goldmedaille.
2017 gewann er in Nassau zum dritten Mal in Folge die Goldmedaille beim 4-mal-400-Meter-Staffelwettbewerb der IAAF World Relays. Im Mai absolvierte er neben einigen 400-Meter-Rennen auch 200-Meter-Läufe. Über die Stadionrunde gewann er in 44,79 s das Diamond League Meeting in Eugene, über 200 Meter belegte er unter anderem in Shanghai mit 20,27 den zweiten Platz. Bei den US-Meisterschaften trat er lediglich über die kürzere Distanz an, als Diamond League Gesamtsieger vom letzten Jahr war er über 400 Meter automatisch für die Weltmeisterschaften in London qualifiziert. Sein 200-Meter-Halbfinallauf war gleichzeitig sein einziges Rennen in den zwei Monaten vor den Weltmeisterschaften. Dort gelangte er trotz Schmerzen im Fuß ins Finale, wo er mit 45,52 s Siebter wurde. Aufgrund der Fußverletzung verzichtete er auf einen Start für die Staffel.
LaShawn Merritt hat bei einer Größe von 1,88 m ein Wettkampfgewicht von 82 kg. Nach einem Jahr an der East Carolina University brach Merritt sein Studium ab und unterzeichnete einen Profivertrag bei Nike.

## Persönliche Bestzeiten
| Rang                     | Leichtathlet      | Anzahl |
| ------------------------ | ----------------- | ------ |
| 1.                       | Michael Johnson   | 22     |
| 2.                       | Kirani James      | 10     |
| 3                        | Jeremy Wariner    | 9      |
| 3                        | LaShawn Merritt   | 9      |
| 5.                       | Wayde van Niekerk | 6      |
| 5.                       | Steven Gardiner   | 6      |
| 7.                       | Harry Reynolds    | 4      |
| 7.                       | Quincy Watts      | 4      |
| 7.                       | Isaac Makwala     | 4      |
| 7.                       | Michael Norman    | 4      |
| 7.                       | Muzala Samukonga  | 4      |
| Stand: 8. September 2024 |                   |        |

- 100 m: 10,56 s (2007)
- 200 m: 19,74 s (2016)
- 300 m: 31,30 s (2009)
- 400 m: 43,65 s (2015)